# Koorts (roman)
Koorts is een roman van Saskia Noort uit 2011. 

## Hoofdpersonen
- Dorien Keizer, een 35-jarige vrouw uit Amsterdam, die na 15 jaar haar relatie met Joost heeft verbroken.

- Ellen, collega van Dorien, die bewust als alleenstaand door het leven wil gaan.

- Ricardo Damen. Een Nederlander die op Ibiza is komen wonen. Heeft  met de huidige feestkoningin van het eiland Joy een dochter Star. Hij bezit een zeewaardig jacht en heeft een Mexicaans hulpje Manel.  Hij blijkt een  seriemoordenaar.

- Nick van Velzen. Hij noemt zich ‘Healer’. Hij gelooft in de magnetische velden van de rots Es Vedra aan de zuidkust. Is ook een Nederlander die decennia eerder op het eiland is komen wonen. Zijn vrouw overleed 13 jaar geleden en heeft een 19-jarige zoon Nicolaas.

## Samenvatting
Vlak  nadat ze gestopt is met de pil en besloten heeft zwanger te worden, is Dorien uitgekeken op partner Joost. Ze neemt uit de gezamenlijke boedel een 14 daagse vakantiereis voor twee personen over en vliegt met haar collega Ellen naar Ibiza. Na de landing gaan ze niet rechtstreeks naar hun huisje in de heuvels  maar belanden via het strand, met hulp van drugsdealer Lana in het 24 uurs feestcircuit van het eiland. Naast alle gebruikelijke partydrugs speelt ook ketamine een rol om nog meer los te raken van de werkelijkheid.
Na een aantal uren verliest Dorien Ellen uit het oog. Samen met Nick gaat ze naar haar op zoek. Op een groots gemaskerd feest, midden op het eiland ontmoet ze een verwaarloosd meisje Star, dat vrijwel onmiddellijk wordt opgeëist door haar bezorgde vader. Samen met hem rijdt ze terug naar zijn boot aan de zuidkust.
Op die boot wordt Ellen gevangen gehouden, omdat ze getuige was van een moord op een travestiet door Ricardo. Terwijl ze probeert te ontsnappen, komen Manel, Ricardo,  Dorien en Star terug. In de daaropvolgende schermutselingen vindt Manel de dood en blaast Ricardo zijn boot op. Star, Dorien en Ellen worden ternauwernood gered door de politie. Een jaar later trouwt Dorien met Nick. Ze heeft besloten op het eiland waar ze ooit verwekt is te blijven.

## Thematiek
Dorien  is uitgekeken op het gereguleerde leven met Joost en zoekt het vrije leven op van Ibiza, waar ze is verwekt. Ze meent niets meer te verliezen te hebben en gaat met Ellen los op het eiland. In Nick vindt ze uiteindelijk een tussenweg tussen de stipte Joost en de losgeslagen Ellen.

## Motto
“Freedom is just another word for nothing left to lose”, Janis Joplin.